# Distanziamento sociale

La prevenzione del picco di infezioni, anche nota come appiattimento della curva epidemiologica, aiuta ad evitare che un sistema sanitario venga sopraffatto e fornisce più tempo per lo sviluppo di un vaccino o un trattamento medico efficace. Dilazionare le infezioni in un arco di tempo più lungo consente di gestire meglio il numero di pazienti.

Grafico mostrante l'importanza della tempestività del distanziamento sociale

Con distanziamento sociale o distanziamento fisico si intende un insieme di azioni di natura non farmacologica per il controllo delle infezioni volte a rallentare o fermare la diffusione di una malattia contagiosa. L'obiettivo del distanziamento fisico è di diminuire la probabilità di contatto di persone portatrici di un'infezione con individui non infetti, così da ridurre al minimo la trasmissione della malattia, la morbilità e, conseguentemente, la mortalità.
Il distanziamento fisico è maggiormente efficace quando l'infezione può essere trasmessa tramite aerosol (goccioline disperse nell'aria tramite colpi di tosse o starnuti), contatti fisici diretti (compresi i rapporti sessuali), contatti fisici indiretti (ad esempio il contatto con una superficie contaminata) o per vie aeree (se il microrganismo può sopravvivere nell'aria per lunghi periodi).
L'efficacia del distanziamento fisico diminuisce invece nei casi in cui l'infezione venga trasmessa principalmente attraverso acqua o cibo contaminati o da vettori, come zanzare o altri insetti.
Uno dei primi riferimenti alla pratica del distanziamento fisico risale al VII secolo a.C. nel libro del Levitico, 13:46: "E il lebbroso in cui è la peste... abiterà da solo; [fuori] il campo deve essere la sua abitazione".
Storicamente sono state istituite comunità di lebbrosi e lazzaretti come mezzo per prevenire la diffusione della lebbra e di altre malattie contagiose attraverso il distanziamento fisico, fino a quando non sono state comprese le modalità di trasmissione.

## Origine e recezione dell'espressione
L'espressione distanziamento sociale in italiano è un neologismo originato dalla traduzione letterale dell'inglese social distancing. Adottata estesamente, è apprezzata dalla terminologa e collaboratrice di Treccani Licia Corbolante, che la ritiene efficace, trasparente e facile da apprendere, distinguendone il significato suo proprio - che denota l'insieme delle misure di contrasto all'epidemia e non la sola distanza fisica tra individui - da quello di «distanza di sicurezza interpersonale». Questa seconda espressione è invece preferita da chi scorge nel concetto di distanziamento sociale i prodromi dell'isolamento sociale. Tra questi ultimi si annoverano il musicista Ezio Bosso, che ne parla nell'ultima intervista resa in vita, e il presidente dell'Accademia della Crusca Claudio Marazzini, che giudica la traduzione infelice, leggendovi il sottinteso della distruzione di quella stessa società che con le misure di distanziamento si vorrebbe invece difendere.
Ne segue che, l'errata e inappropriata traduzione dell'espressione inglese social distancing, hanno dunque prodotto quel distanziamento sociale che è, in ultima analisi, improprio e strumentale per come è stato concepito fin dall'inizio dal legislatore durante l'epidemia di Covid-19, in quanto estraneo al contesto linguistico e storico-culturale italiano. Esso, infatti, si richiama solo apparentemente (pur essendo ben altro!) al concetto di distanza sociale, impiegato dai sociologi per definire la distanza percepita da un individuo o da un gruppo rispetto ad un altro, in particolare per quel che riguarda l'appartenenza a classi e strati sociali diversi o a differenti culture e subculture (etnia, religione, stili di vita ecc.). In un certo senso il distanziamento sociale è sempre esistito nel corso della storia dell'Umanità, mentre sono il distanziamento fisico o meglio il distanziamento sanitario le più corrette e appropriate espressioni da adottare in tempi di criticità epidemiologiche. La stessa Accademia della Crusca, per il tramite di Luisa Di Valvasone, ha ribadito le perplessità circa l'introduzione di una espressione che, da parte del legislatore, meritava ben altra attenzione e cura considerando il messaggio da trasmettere. Sullo stesso tenore sono state sollevate molte critiche da più parti, le quali hanno sottolineato e ribadito l'uso di una espressione ingannevole. Dario Fortin, docente e ricercatore in Educazione professionale sociosanitaria presso l'Università di Trento, ha sostenuto che: "Le istituzioni hanno subito proclamato il 'distanziamento sociale' senza accorgersi di svuotare il significato della parola 'sociale' (...)". La stessa Organizzazione Mondiale della Sanità, ha iniziato poi a suggerire il passaggio all'espressione distanziamento fisico. Il concetto che emerge e dunque quello di aver cura di incentivare il più possibile il rafforzamento dei legami sociali, perché l'isolamento può portare in modo diretto e indiretto a danni sulla salute mentale nei soggetti più fragili, un deterioramento che in effetti è stato rilevato da più parti, con un incremento dei suicidi, crisi depressive, anomalie comportamentali, fobie, un incremento dell'uso di ansiolitici e delle richieste di supporto psicologico.

## Basi teoriche
Da un punto di vista epidemiologico, lo scopo principale delle strategie di distanziamento sociale è quello di diminuire il tasso netto di riproduzione {\displaystyle R_{0}}, rappresentante il numero medio di individui secondi infettati da un individuo infetto primario all'interno di una popolazione i cui individui sono tutti equamente sensibili a una malattia. Nel modello generale di distanziamento sociale, nel quale una proporzione {\displaystyle f} della popolazione adotta misure di distanziamento sociale diminuendo i propri contatti interpersonali a una frazione {\displaystyle a} di quelli normali, il nuovo tasso netto di riproduzione {\displaystyle R} è dato da
{\displaystyle R=[1-(1-a^{2})f]R_{0}}
A titolo di esempio, qualora il 25% di una popolazione dovesse ridurre i propri contatti sociali al 50% dei propri livelli abituali, ciò comporterebbe un tasso di riproduzione effettivo pari all'80% di quello netto. Una riduzione anche all'apparenza minima dei contatti sociali può in realtà comportare un ritardo importante nella crescita e diffusione esponenziale di una malattia.

## Misure impiegate

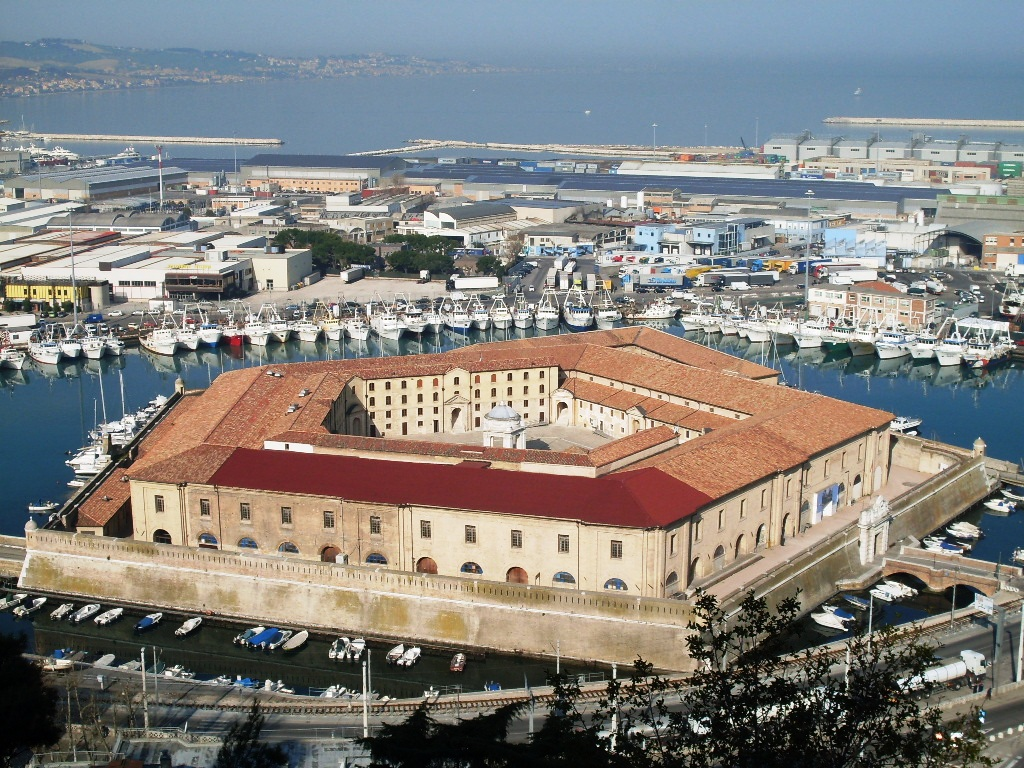
Il lazzaretto di Ancona è un edificio del XVIII secolo costruito su un'isola artificiale come lazzaretto per la città portuale di Ancona

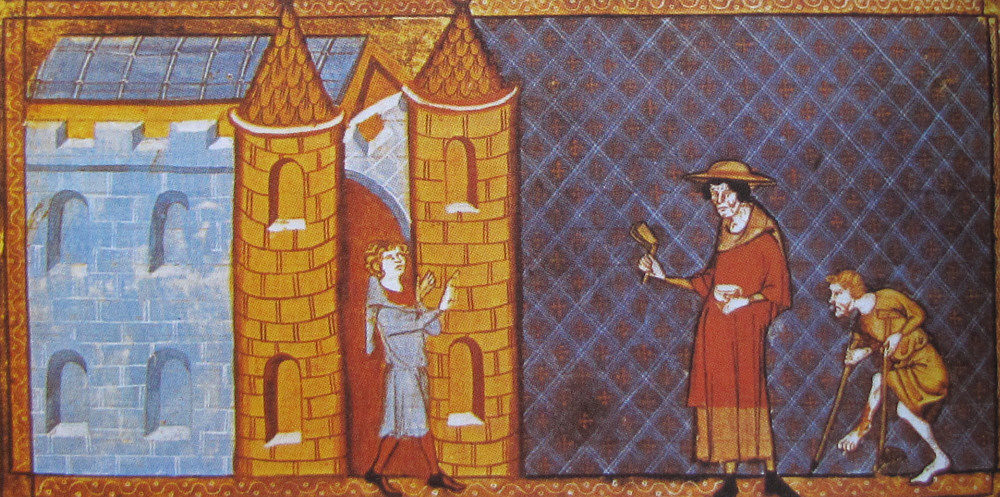
A due lebbrosi viene negato l'ingresso in città, incisione su legno di Vincenzo di Beauvais, XIV secolo

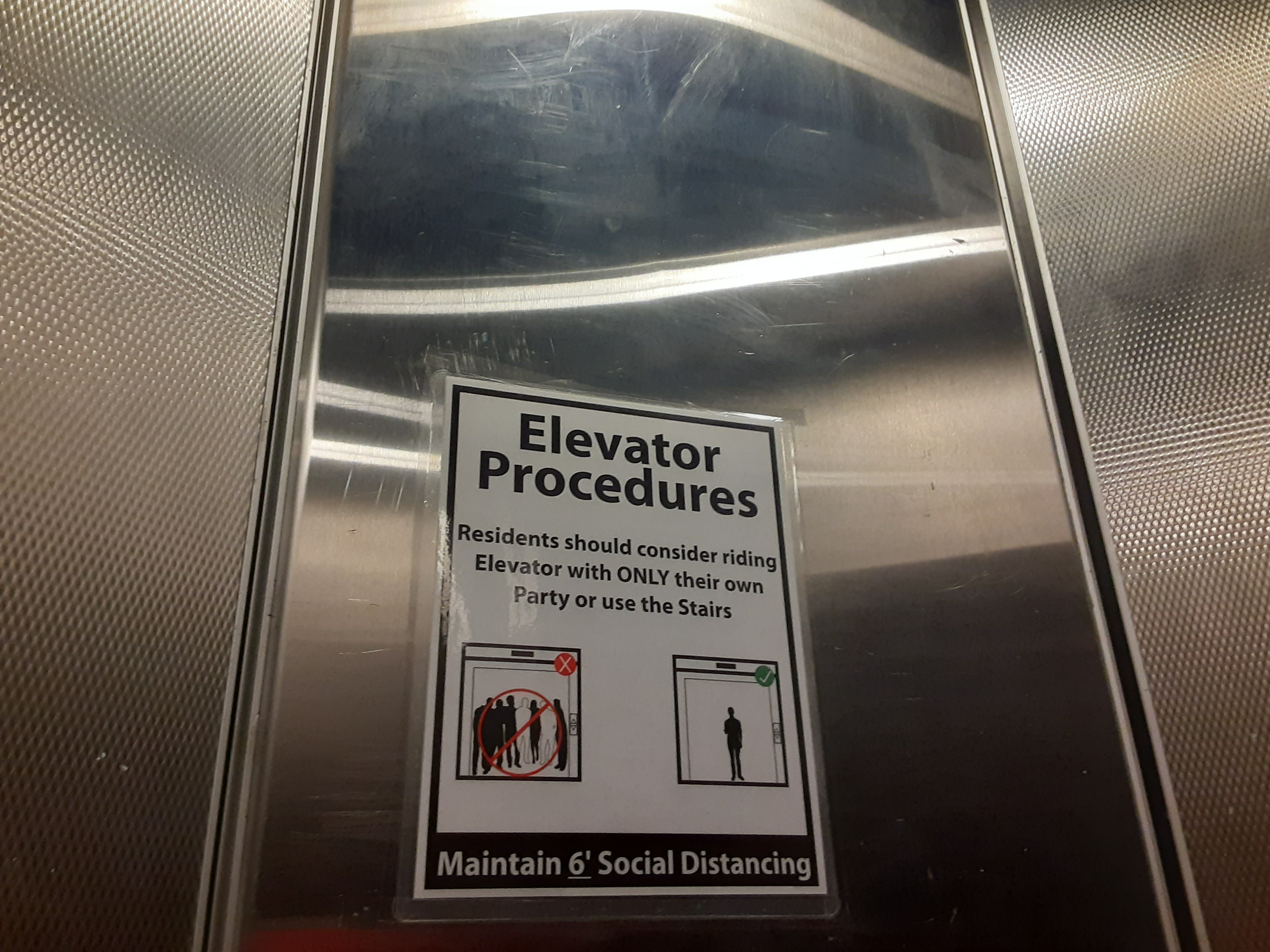
Cartello in un ascensore per il mantenimento del distanziamento sociale durante la pandemia di COVID-19 a New York.

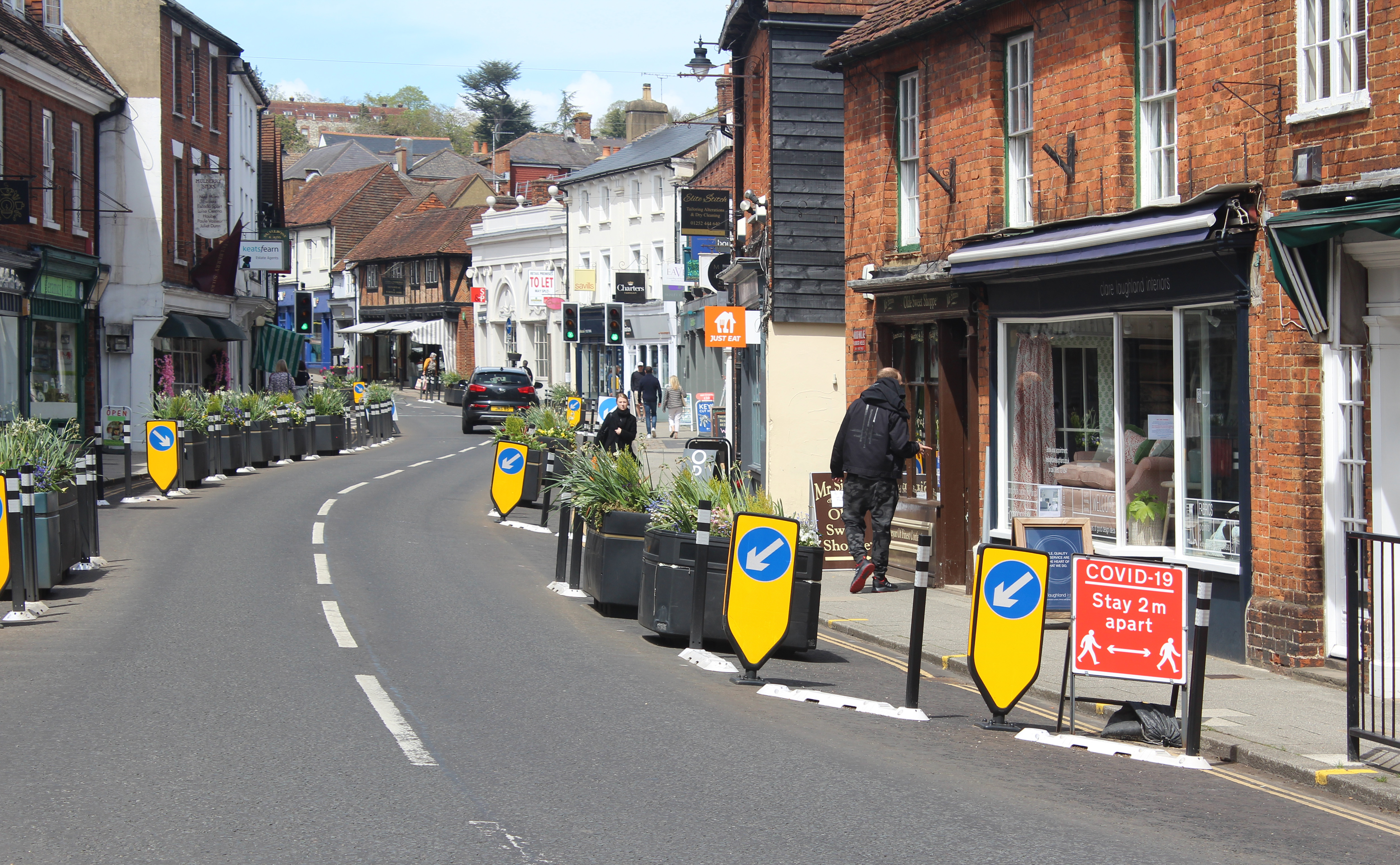
I marciapiedi a Farnham, nel Surrey, sono stati ampliati con la perdita di una corsia di traffico per consentire il distanziamento sociale.

Alcune misure da considerare come esempi di distanziamento sociale per controllare la diffusione di malattie contagiose sono:
- chiusura delle scuole[23]
- chiusura di luoghi di lavoro,[24] soprattutto per imprese e servizi "non essenziali"[25]
- introduzione di strumenti di telelavoro e lavoro agile
- isolamento
- quarantena
- istituzione di cordoni sanitari
- sequestro protettivo
- cancellazione dei raduni di massa quali eventi sportivi, proiezioni cinematografiche e spettacoli musicali[26]
- diminuzione nella frequenza o sospensione totale del trasporto pubblico
- chiusura di strutture ricreative (ad esempio piscine, palestre e cinema)[27]
- adozione di misure di "auto-protezione", come la limitazione dei contatti di persona a favore di attività telefoniche o online
- riduzione dei viaggi non necessari[28][29]
- sostituzione della stretta di mano come saluto, con l'utilizzo alternativo del gomito o dei piedi
- starnutire all'interno del gomito, tramite il cosiddetto "starnuto di Dracula" (così chiamato perché ricorda la posizione adottata dal celebre vampiro per proteggere col gomito il volto dalla luce)[30]

## Efficacia
Le ricerche indicano che le misure devono essere applicate rigorosamente e il prima possibile per essere efficaci.
Durante la pandemia dell'influenza spagnola del 1918, le autorità statunitensi chiusero le scuole e introdussero misure quali divieti di riunione e altri interventi di distanziamento sociale a Filadelfia e a Saint Louis ma, mentre in quest'ultima città la tempestività della risposta riuscì a bloccare sul nascere la diffusione del virus, a Filadelfia il ritardo di cinque giorni nell'implementazione delle misure aumentò la velocità di trasmissione del virus di tre/cinque volte. Analizzando gli interventi di distanziamento sociale in 16 città degli Stati Uniti d'America durante l'epidemia, è emerso come gli interventi in un limitato periodo di tempo abbiano ridotto la mortalità totale solo moderatamente (10-30%), in quanto introdotti troppo tardi o rimossi troppo presto: è stato osservato, infatti, che diverse città ebbero un secondo picco epidemico dopo la revoca dei controlli sul distanziamento sociale, in quanto ciò permise l'esposizione al virus di individui sensibili che erano stati precedentemente protetti.

### Chiusura delle scuole e dei posti di lavoro
È stato dimostrato come le chiusure scolastiche ridussero del 90% la morbilità dell'influenza asiatica durante l'epidemia del 1957-58. Allo stesso modo, la chiusura delle scuole dell'obbligo e altre misure di distanziamento sociale sono state associate a una riduzione del 29-37% dei tassi di trasmissione dell'influenza in Messico durante la pandemia influenzale del 2009.
Alcuni modelli di simulazione, basati su dati statunitensi, suggeriscono che se il 10% dei posti di lavoro venissero chiusi, la velocità di trasmissione complessiva dell'infezione si ridurrebbe all'11,9% e il picco dell'epidemia verrebbe leggermente ritardato; invece, se il 33% dei luoghi di lavoro interessati venisse chiuso, il tasso di trasmissione si ridurrebbe al 4,9% e il picco infettivo verrebbe ritardato di una settimana.

### Cordoni sanitari, quarantena e casi sospetti
L'auto-isolamento volontario potrebbe aver contribuito a ridurre anche la trasmissione dell'influenza suina in Texas nel 2009.
Nel 1995 è stato utilizzato un cordone sanitario per controllare un focolaio della malattia da virus Ebola a Kikwit, nello Zaire. Il presidente Mobutu Sese Seko circondò la città di truppe e sospese tutti i voli. All'interno di Kikwit, le squadre di medici dell'Organizzazione mondiale della sanità e dello Zaire eressero ulteriori cordoni sanitari, isolando dalla popolazione le zone di sepoltura e di trattamento e riuscendo in questo modo a contenere con successo l'infezione.
Durante l'epidemia di SARS del 2003 a Singapore, circa 8.000 persone sono state sottoposte a quarantena domestica obbligatoria e per altre 4.300 sono stati richiesti l'autocontrollo dei sintomi e un contatto telefonico giornaliero con le autorità sanitarie come mezzo per controllare l'epidemia. Sebbene solo a 58 di questi individui sia stata in seguito diagnosticata la SARS, i funzionari della sanità pubblica si ritennero soddisfatti di come queste misure avessero contribuito a prevenire un'ulteriore diffusione dell'infezione. Anche in Canada, con moderato successo, si ricorse alla quarantena per ridurre la trasmissione della malattia.
Durante l'epidemia di influenza del 1918, la città di Gunnison, in Colorado, venne isolata per due mesi per prevenire l'introduzione dell'infezione: tutte le autostrade furono bloccate in prossimità dei confini della contea e i capitreno avvisavano tutti i passeggeri che, se fossero scesi dal treno a Gunnison, sarebbero stati arrestati e messi in quarantena per cinque giorni. A causa dell'isolamento, nessuno morì d'influenza a Gunnison durante l'epidemia. Diverse altre comunità hanno adottato misure simili.

### Annullamento di raduni di massa
Limitare le riunioni di massa, in combinazione con altri interventi di distanziamento sociale, può aiutare a ridurre il contagio. Tuttavia, gli studi su come le riunioni di massa aumentino il potenziale di trasmissione di malattie infettive non sono conclusivi: prove aneddotiche suggeriscono però che alcuni tipi di raduni di massa possono essere associati ad un aumento del rischio di contagio, oltre ad "introdurre" nuovi ceppi: durante la pandemia influenzale del 1918, le sfilate militari a Filadelfia e Boston potrebbero essere state responsabili della diffusione della malattia, mescolando marinai infetti con folle di civili.

### Restrizione dei viaggi
È improbabile che le restrizioni alle frontiere e/o le limitazioni interne ai viaggi ritardino un'epidemia per oltre 2-3 settimane se non attuate con una copertura superiore al 99%: i controlli aeroportuali sono risultati inefficaci nel prevenire la trasmissione virale durante l'epidemia di SARS del 2003 in Canada e negli Stati Uniti. Alcune ricerche storiche, invece, sostengono che i severi controlli imposti fra il 1770 e il 1871 alle frontiere tra Austria e Impero ottomano per impedire alle persone infette da peste bubbonica di entrare in Austria furono efficaci, difatti non vi furono importanti focolai di peste nel territorio austriaco dopo la loro introduzione, mentre nell'Impero ottomano continuarono a verificarsi frequenti epidemie di peste fino alla metà del XIX secolo.
Uno studio della Northeastern University, pubblicato nel marzo 2020, ha scoperto che "le restrizioni ai viaggi da e verso la Cina possono rallentare la diffusione internazionale della COVID-19 [solo quando] combinate con ulteriori sforzi per ridurre la trasmissione a livello comunitario e individuale […]. Le restrizioni ai viaggi non sono sufficienti, a meno che non vengano abbinate a sistemi di distanziamento sociale". Lo studio ha rilevato che il divieto di viaggiare a Wuhan ha ritardato la diffusione della malattia ad altre parti della Cina continentale solo di tre o cinque giorni, sebbene abbia ridotto la diffusione di casi internazionali fino all'80%. Un motivo principale per cui le restrizioni di viaggio risultarono poco efficaci è che molte persone affette da COVID-19 non presentano alcun sintomo durante le prime fasi dell'infezione.

## Svantaggi
Gli svantaggi del distanziamento sociale possono includere solitudine, riduzione della produttività e la perdita di altri benefici associati all'interazione umana, con possibili impatti sulla salute psicologica delle persone sottoposte a un prolungato isolamento e sulla loro stabilità emotiva. Nei paesi in via di sviluppo in cui la tecnologia da remoto e i dispositivi di protezione individuale non sono ampiamente utilizzati, è spesso più difficile per una comunità monitorare la salute dei propri membri.